# Igor Japelj
Igor Japelj, slovenski zdravnik ginekolog in porodničar, * 12. maj 1933, Maribor, † 2021
Po diplomi leta 1959 na ljubljanski Medicinski fakulteti je prav tam 1967 končal specializacijo iz ginekologije in porodničarstva. Leta 1988 mu je bil podeljen naziv primarij. Od leta 1961 do 1999 je bil zaposlen na oddelku za ginekologijo in porodništvo Splošne bolnišnice v Mariboru. Primarij Japelj je bil med prvimi v Socialistični federativni republiki Jugoslaviji, ki je uvedel ultrazvočno diagnostiko v nosečnosti ter ultrazvočni pregled kolkov pri novorojenčkih in dojenčkih. Sam ali v soavtorstvu je napisal je več člankov in učbenikov. Njegova bibliografija obsega 93 zapisov. 

## Izbrana bibliografija
- Tridimenzionalna ultrazvočna preiskava v porodništvu (COBISS)
- Ultrazvočni presejalni pregled kolkov pri novorojenčku (COBISS)
- Ginekologija (učbenik) (COBISS)